# Why We Fight (2005)
Why We Fight ist ein mehrfach ausgezeichneter Dokumentarfilm von Eugene Jarecki aus dem Jahre 2005. Der Titel des Films wurde gewählt in Anlehnung an die mehrteilige propagandistische Wochenschauserie Why We Fight des Pentagon aus dem Jahr 1942.
Jareckis Film behandelt vor allem den so genannten militärisch-industriellen-kongressionellen Komplex der USA, der nach Darstellung des Films einen massiven Einfluss auf die Innen- und Außenpolitik des Landes ausübt. Der Film kam dort am 17. Januar 2005 in die Kinos, genau 44 Jahre nach der Abschiedsrede des abtretenden Präsidenten, Dwight D. Eisenhower, im Jahr 1961. Der ehemalige 5-Sterne-General Eisenhower hatte in dieser Rede davon gesprochen, dass ein „militärisch-industrieller Komplex“ im Land entstanden sei, vor dessen wachsendem Einfluss er die Nation eindringlich warnte. Im Film wird dargestellt, dass das heutige außenpolitische Handeln der USA, insbesondere in Bezug auf Militäreinsätze und Kriege, tatsächlich maßgeblich von diesem „Komplex“ beeinflusst werde.
Jarecki meinte auf die Frage, weshalb er den Film gemacht habe:

„Die Amerikaner [von heute] haben ein diffuses Bauchgefühl, dass irgendetwas faul ist, aber niemand scheint fähig zu sein, die Zusammenhänge zu erkennen... Ich habe diesen Film gemacht, weil wir das brauchen, was Eisenhower aufmerksame und informierte Bürger nannte, um Wandel zu erzwingen, um die Fähigkeit der Öffentlichkeit zur Kontrolle der Mächtigen zu stärken.“

## Auszeichnungen
- 2005 gewann Eugene Jarecki den Grand Jury Prize beim Sundance Film Festival.
- 2005 gewannen Eugene Jarecki und Susannah Shipman den Seeds of War beim Full Frame Documentary Film Festival.
- 2006: Adolf-Grimme-Preis